# Lotongus
Lotongus is een geslacht van vlinders van de familie dikkopjes (Hesperiidae), uit de onderfamilie Hesperiinae.

## Soorten
- L. avesta (Hewitson, 1868)
- L. calathus (Hewitson, 1876)
- L. sarala (De Nicéville, 1889)